# Gau München-Oberbayern

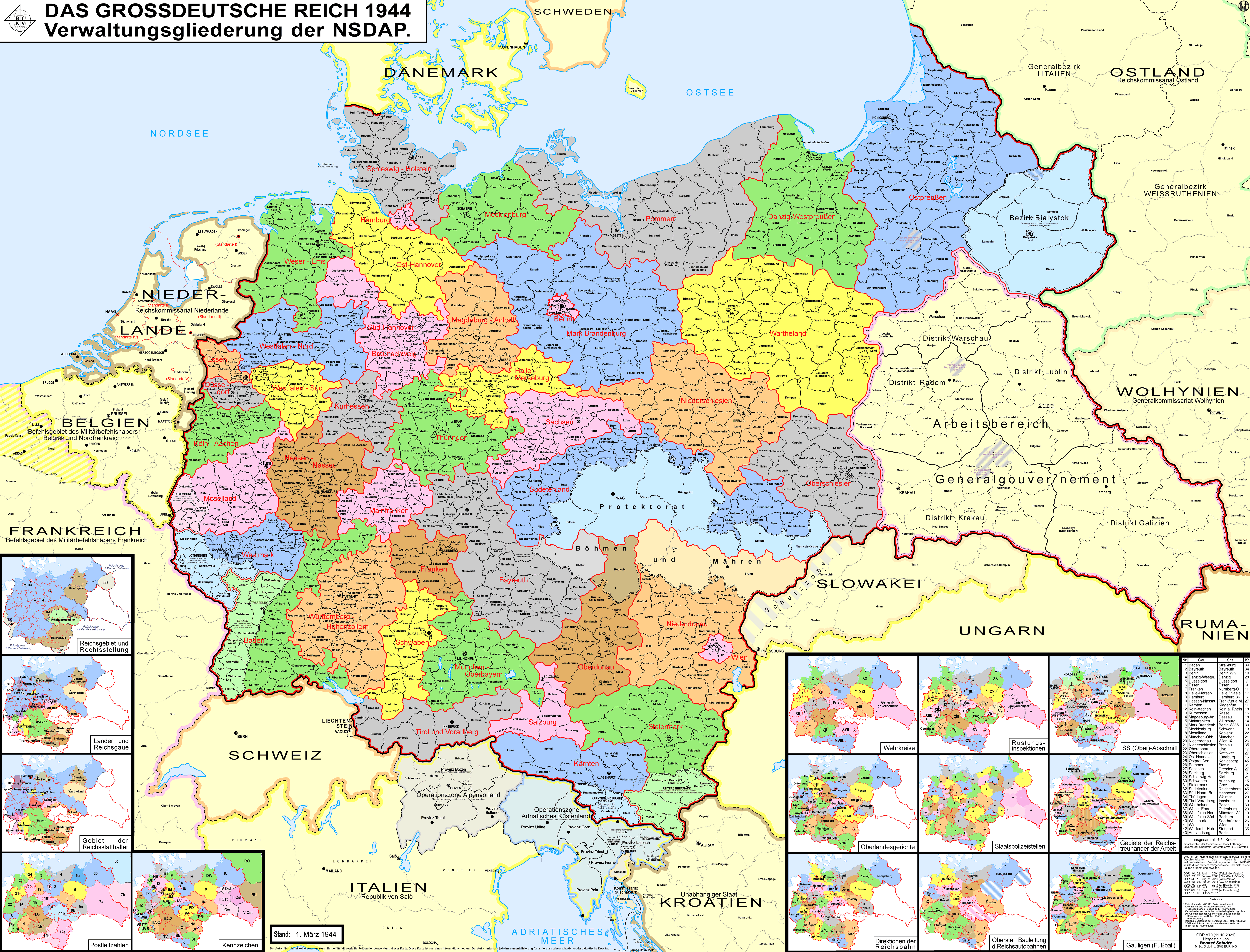
Gaue des Deutschen Reiches 1944

Der Gau München-Oberbayern war eine Verwaltungseinheit der NSDAP, der von 1930 bis 1945 bestand. Der beherrschende Gauleiter war bis 1942 Adolf Wagner. Als Ursprungsregion der "NS-Bewegung" beanspruchte der Gau eine Sonderstellung als „Traditionsgau“.

## Geschichte und Struktur

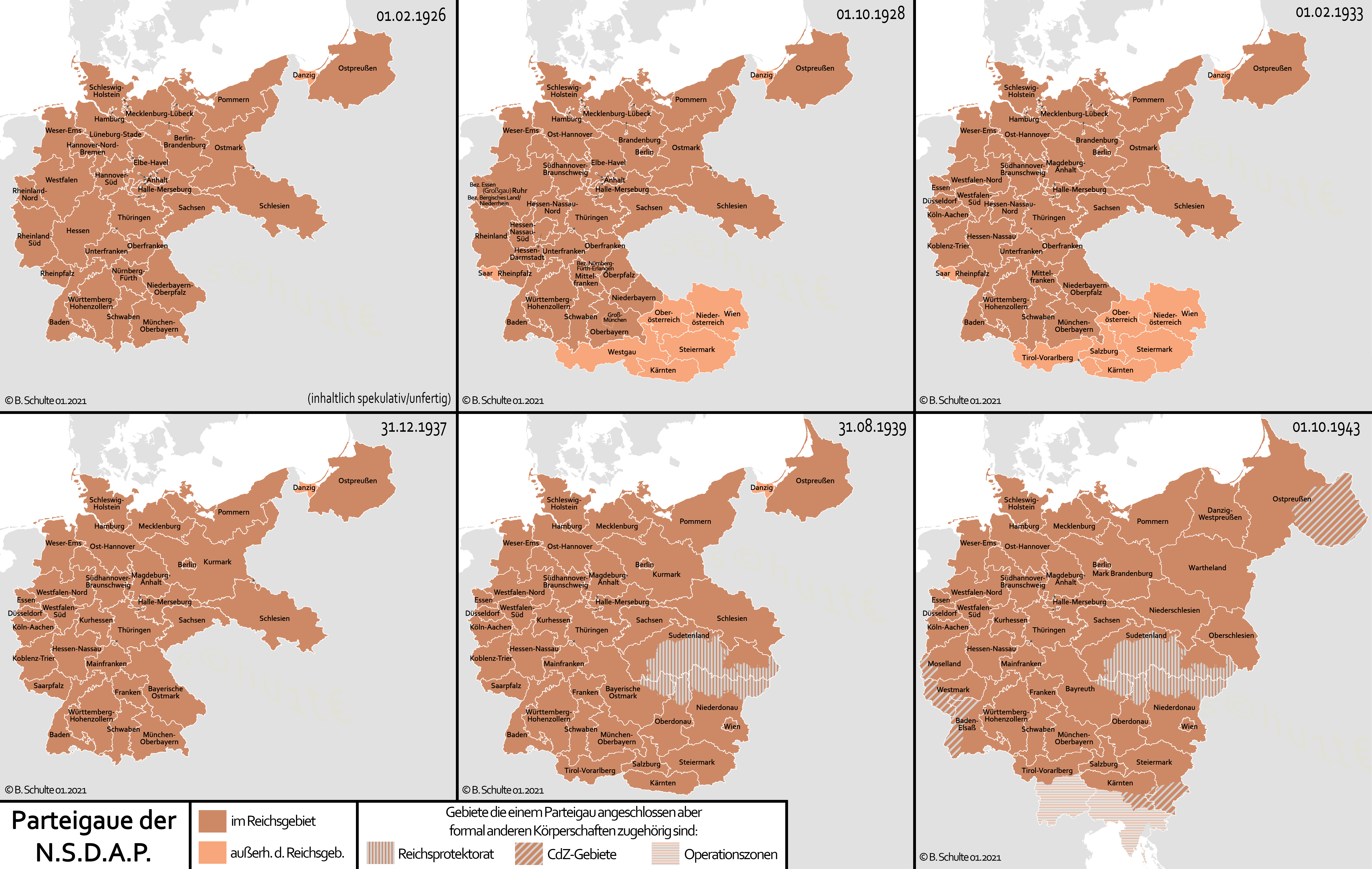
Gaue der NSDAP 1926, 1928, 1933, 1937, 1939 und 1943

Der 1928 zum Leiter im Gau Oberpfalz berufene Adolf Wagner nahm ab 1929 zusätzlich die Aufsicht über den Gau Groß-München wahr, der 1929 aus der Ortsgruppe München und dem Bezirk München (ab 1925 geleitet von Hermann Esser) gebildet worden war. Nach dessen Zusammenlegung mit dem Gau Oberbayern (seit 1928 unter Leitung von Fritz Reinhardt) am 15. November 1930 im Gau München-Oberbayern, der weitgehend mit dem Regierungsbezirk Oberbayern deckungsgleich war, wurde er 1930 Gauleiter. Ab November 1933 war er Abgeordneter im Reichstagswahlkreis 24.
Wagner organisierte eine Gauleitung wie die Reichsleitung der NSDAP bis Juni 1931 in fünf Abteilungen: die Organisationsabteilungen I (mit den Unterabteilungen Betriebszellen- und Gewerkschaftsfragen, Mittelstandsfragen und Kriegsopferfragen) und II (Unterabteilungen Agrarpolitik, Finanz- und Wirtschaftspolitik, Kulturpolitik und Sozialpolitik), in die Propaganda-, Presse- und die Kassenabteilung. Anschließend sollten auch die Ortsgruppen diesen Aufbau übernehmen. Dem „Parteiapparat der Allzuständigkeit“ wies Wagner am 1. Januar 1932 in der Gauzeitung „Die Front“ Modellcharakter zu: „Die Organisation des Gaues ist heute fast schon im Kleinen das fertige Spiegelbild des kommenden nationalsozialistischen Staates.“ Erst 1932 wurden zusätzlich Kreisleitungen in die Organisation eingefügt, womit sich der Personalbedarf erheblich steigerte. In der "Partei-Statistik" von 1935 präsentierte sich der Gau in 26 Kreise, 249 Ortsgruppen, 144 Stützpunkte, 1.291 Zellen und 4.258 Blocks eingeteilt, in denen insgesamt 9.600 Politische Leiter, davon 412 Hoheitsträger, wirkten. Mit lediglich 3,32 % Parteimitgliedern (= 58.677) an der Gesamtbevölkerung seines Territoriums (= 1.767.655) bewegte sich der Gau München-Oberbayern 1935 noch im unteren Drittel aller Gaue im Reich. Die Gauleitung hatte 1934 im zum "Haus der Nationalsozialisten" umgewandelten ehemaligen Landtagsgebäude in der Prannerstraße 20 ihren Sitz (zuvor ab 1931 in einem Gartenhaus in der Barer Straße 14). Wagner residierte aber in seiner repräsentativen Villa in der Kaulbachstraße 15.
Die Tagesgeschäfte der Gauleitung lag in den Händen des ehemaligen Gaugeschäftsführers und Stellvertreters seit 1933 Otto Nippold. Der Gauredner und Starnberger Erste Bürgermeister Franz Buchner MdR war zeitweise Gauinspekteur und von 1933 bis 1936 Gauschulungsleiter, auch leitete er das Gauamt für Kommunalpolitik. Eine Gauschulungsburg bestand in Schloss Niedernfels bei Grassau. Gauwirtschaftsberater waren Hans Buchner und der Industrielle Alfred Pfaff. „Führerempfänge“, „Führerkundgebungen“ und „Führerappelle“ anlässlich von Hitlers Besuchen sowie die Besuche des italienischen Staatschefs Benito Mussolini in den Jahren 1937, 1938 und 1940 gaben Gelegenheit zur Selbstdarstellung. Dem dienten auch selbst geschaffene politisch-ideologischen Ausstellungen: „Antibolschewistische Schau“ (1936), "Der ewige Jude" (1937), "Raubstaat England" (1939), "Auch wir kämpfen für den Sieg – arbeitende Heimat an der Seite der kämpfenden Front" (1940), "Buch und Schwert – ein Sinnbild unserer Zeit" (1940) und "Volk im Krieg" (1941). Ein Prestigeobjekt waren die 1936 eingeführten "Kreistage", die als "Bekenntnistage" eine Verbindung zwischen Parteiführung, Parteibasis und Volk stärken sollten. Der Eugeniker Heinz Kürten war von 1934 bis 1944 Beauftragter und Gauamtsleiter des Rassenpolitischen Amtes. Von 1935 bis März 1939 wirkte der Astronom Wilhelm Führer als Gaudozentenbundführer.
Im Freistaat Bayern wurde 1933 Ritter von Epp zum Reichsstatthalter ernannt, dem sechs bayerische Gauleiter unterstanden. Am 12. April 1933 wurde der Lindauer Oberbürgermeister Ludwig Siebert zum Ministerpräsidenten Bayerns ernannt. Wagner wurde im März 1933 Staatskommissar und kommissarischer Innenminister, im April 1933 kommissarischer Innenminister und stellvertretender Ministerpräsident sowie im Dezember 1936 bayerischer Kultusminister. Auf seine Initiative und in Kooperation mit dem kommissarischen Polizeipräsidenten von München, Heinrich Himmler, wurde im März 1933 für zunächst vor allem kommunistische und sozialdemokratische Gefangene das Konzentrationslager Dachau errichtet.
Bei Kriegsbeginn 1939 wurde er als einziger Gauleiter zum Reichsverteidigungskommissar in zwei Wehrkreisen (München und Nürnberg) ernannt. Im Juni 1942 erlitt Wagner einen Schlaganfall, erholte sich nicht wieder und starb am 12. April 1944. Die Ämter übernahm erst stellvertretend und abschließend Paul Giesler. Dieser ernannte 1944 den Verwaltungsfachmann und das SS-Mitglied Friedrich Siebert, den Sohn des 1942 verstorbenen Ministerpräsidenten, zum stellvertretenden Gauleiter.
Gauleiter im Gau Oberbayern war 
- Fritz Reinhardt (1928–1930)

Gauleiter im Gau Groß-München war 
- Adolf Wagner (1929–1930)

Gauleiter im Gau München-Oberbayern waren
- Adolf Wagner (1. November 1930 – 12. April 1944)
- Paul Giesler (ständiger Stellvertreter, 28. Juni 1942 – 12. April 1944)
- Paul Giesler (12. April 1944 – Mai 1945)

Stellvertretende Gauleiter waren
- - Otto Nippold (Dez. 1932 – 17. Mai 1940)
  - Joachim von Moltke (komm.?, 1940–1942)
  - Friedrich Siebert (1944–1945)

## Einzelbelege
1. ↑  Der Gau München-Oberbayern der NSDAP umfaßt den Regierungsbezirk Oberbayern ohne die Gemeinde Obermeitingen - Landkreis Landsberg - und ohne den Landkreis Friedberg, vom Regierungsbezirk Schwaben die Gemeinden Asch, Denklingen, Dienhausen, Ellighofen, Leeder, Oberdießen, Seestall und Unterdießen - Landkreis Kaufbeuren -.
2. ↑  Mathias Rösch: Die Münchner NSDAP 1925–1933: Eine Untersuchung zur inneren Struktur der NSDAP in der Weimarer Republik, München 2002 ISBN 3-486-56670-9
3. ↑  Postkarte